# Aeschynanthus lineatus
Aeschynanthus lineatus är en tvåhjärtbladig växtart som beskrevs av William Grant Craib. Aeschynanthus lineatus ingår i släktet Aeschynanthus och familjen Gesneriaceae. Inga underarter finns listade i Catalogue of Life.